# Feistritz an der Gail
Feistritz an der Gail (szlovénül Bistrica na Zilji) osztrák község Karintia Villachvidéki járásában. 2016 januárjában 615 lakosa volt.

## Elhelyezkedése

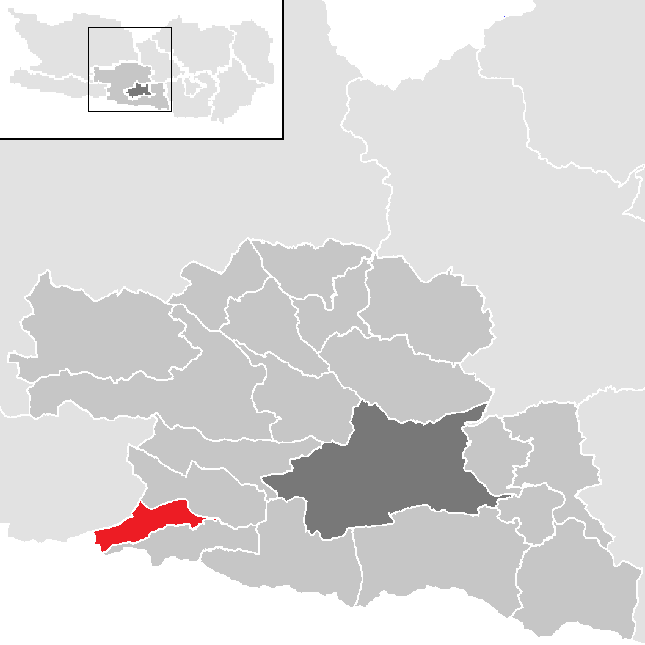
Feistritz an der Gail a Villachvidéki járásban

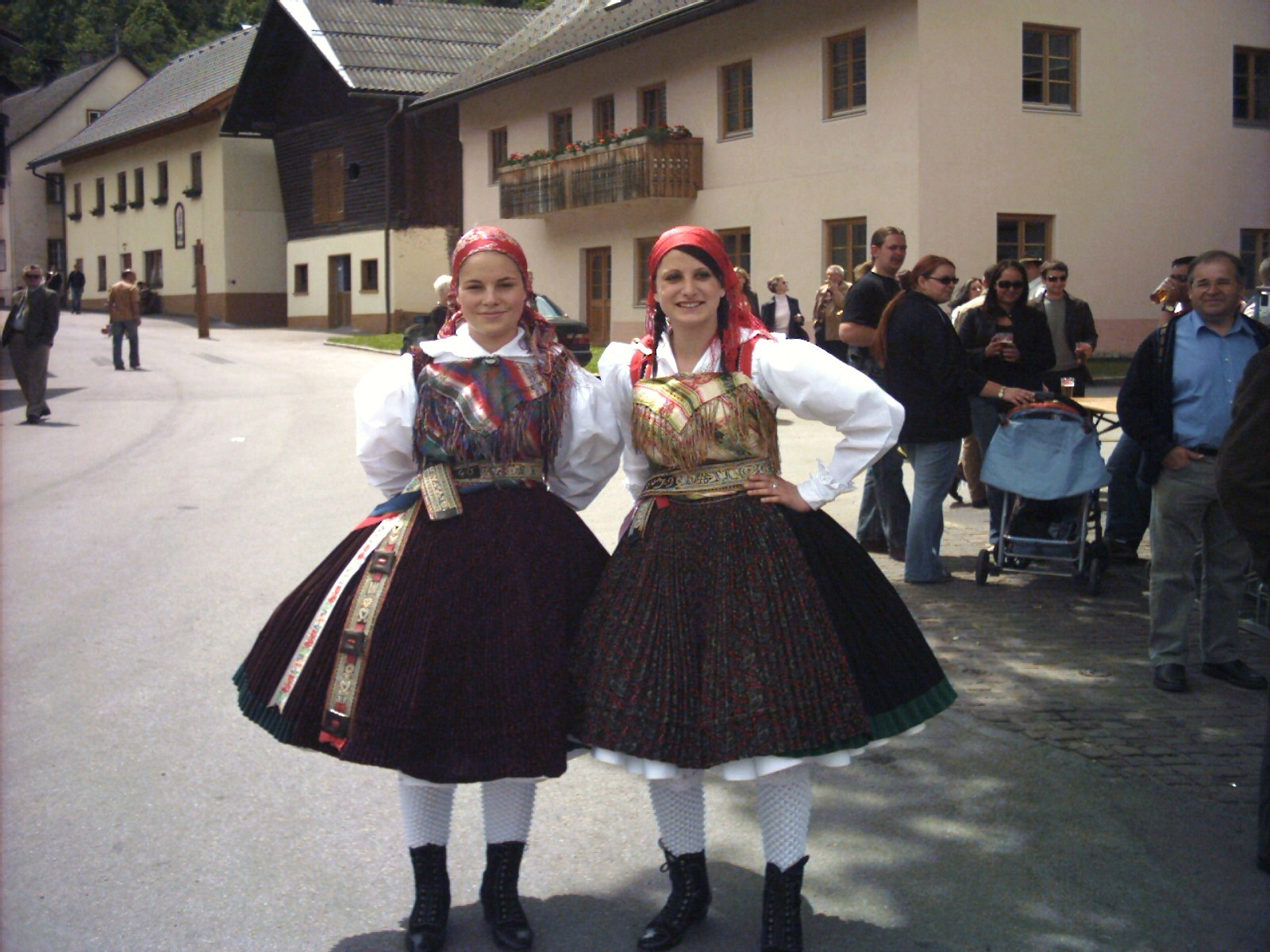
Lányok helyi népviseletben

Feistritz an der Gail Karintia déli részén fekszik, közvetlenül az olasz határ mellett, a Gail folyó völgyének felső szakaszán. Északról a Gail, délről a Karni-Alpok hegyei határolják. Az önkormányzathoz csak Feistritz falu és katasztrális község tartozik.
A környező települések: északnyugatra Sankt Stefan im Gailtal, északra Nötsch im Gailtal, délkeletre Hohenthurn, délnyugatra Malborghetto-Valbruna.

## Története
Feistritz első említése 1119-ből való. 1348-ban a Dobratsch-hegy földcsuszamlása elmocsarasította a folyómenti szántóföldeket, így a helybeliek inkább a Noriker lófajta tenyésztésére specializálták magukat.
1849-ig a mai önkormányzat területe hat uradalomra oszlott, majd az önkormányzatok megalakulásával teljes egészében Hohenthurnhoz került. Feistritz 1906-ban önállóvá vált, majd az 1973-as közigazgatási reform során visszacsatolták szomszédjához. A község egy 1990-es népszavazást követően a következő évben visszanyerte önállóságát.

## Lakosság
Feistritz an der Gail a legkisebb karintiai önkormányzat: 2016 januárjában 615 fő élt itt, ami visszaesést jelent a 2001-es 661 lakoshoz képest. Akkor a helybeliek 98,3%-a volt osztrák állampolgár és 7,9% tartozott a szlovén kisebbséghez. 94,3% római katolikusnak, 2,7% evangélikusnak, 2% pedig felekezet nélkülinek vallotta magát.

## Látnivalók
- a Szt. Márton-templomot először 1182-ben említik, 1424 óta plébániatemplom. Mai formájában a 15. századból származik, késő gótikus stílusú. A falu fölötti dombon található.
- Feistritz híres néprajzi hagyományairól, különösen a pünkösdhétfői ünnepségekről. Ezen a napon tartják a "Kufenstechen" nevű lovas hadijátékot (Noriker lovakon) és utána a Lindentanz nevű táncot járják.

## Testvértelepülések
- Malborghetto-Valbruna, Olaszország

## Fordítás
- Ez a szócikk részben vagy egészben  a   Feistritz an der Gail című német Wikipédia-szócikk ezen változatának fordításán alapul.  Az eredeti cikk szerkesztőit annak laptörténete sorolja fel. Ez a jelzés csupán a megfogalmazás eredetét és a szerzői jogokat jelzi, nem szolgál a cikkben szereplő információk forrásmegjelöléseként.